# Dynamo Dresden
Dynamo Dresden je njemački nogometni klub iz Dresdena.
Osnovan je 1953. godine. Poznati igrači koji su nastupali za ovaj klub su među ostalim: Jens Jeremies Ulf Kirsten, Matthias Sammer i Stanisław Czerczesow. Dynamo Dresden je osvojio 8 puta prvenstvo Istočne Njemačke. Trenutno se natječe u 3. Ligi.

## Trofeji
- Istočnonjemačko prvenstvo: 1953., 1971., 1973., 1976., 1977., 1978., 1989., 1990.
- Istočnonjemački kup: 1952., 1971., 1977., 1982., 1984., 1985., 1990.
- Prvak Oberlige: 2001./02.
- Polufinale Kupa UEFA: 1989.

## Poznati igrači
- Stanisław Czerczesow
- Hans-Jürgen Dörner
- Jens Jeremies
- Ulf Kirsten
- Klemen Lavrič
- Olaf Marschall
- Matthias Sammer

## Vanjske poveznice
- Službene internet stranice (njem.)